# Peirescites
Genre
Peirescites est un genre fossile d'ammonites (mollusques céphalopodes éteints), du Crétacé inférieur (Barrémien supérieur, biozone à Vandenhekei) trouvé dans le Sud-Est de la France. Il est nommé ainsi en hommage à Nicolas-Claude Fabri de Peiresc (1580-1637), conseiller au Parlement de Provence, astronome, archéologue et naturaliste français.

## Systématique
Le genre Peirescites a été créé en 2006 par les paléontologues français Didier Bert (d), Gérard Delanoy (d) et Stéphane Bersac (d).

## Description
Leur coquille est spiralée, formée de spires à tours peu disjoints. Les sutures cloisonnaires sont à lobes trifides.

## Liste d'espèces
- † Peirescites gygii Bert, Delanoy & Bersac, 2006
- † Peirescites riusi Bert, Delanoy & Bersac, 2006

## Publication originale
- (en) Didier Bert, Gérard Delanoy et Stéphane Bersac, « Description of new or little-known representatives of the family of the Hemihoplitidae Spath, 1924 (Upper Barremian, south-eastern of France): taxonomic and phyletic consequences », Annales du Muséum d'Histoire Naturelle de Nice, vol. 21,‎ 2006, p. 179-253 (ISSN 0336-4917).